# Promenade with Duke
| Recensione | Giudizio |
| ---------- | -------- |
| AllMusic   | [ 1 ]    |

Promenade with Duke è un album del pianista francese Michel Petrucciani, realizzato nel 1993 e pubblicato dalla casa discografica Blue Note.

## Il disco
L'album è un omaggio di Petrucciani a Duke Ellington, del quale il pianista francese ha eseguito e registrato molteplici brani nel corso della sua carriera.
Presenta nove classici scritti (in parte) dal celebre compositore, pianista e direttore d'orchestra e sono eseguiti in piano solo, cioè senza accompagnamento di alcun altro strumento e musicista. 
Sono quasi tutti brani molto conosciuti, a cominciare dal primo, quel Caravan che è in assoluto uno dei brani più eseguiti dai jazzisti di tutto il mondo. Seguono altri pezzi famosi, quali Lush Life, Take the A Train, In a Sentimental Mood.
Petrucciani dà di questi pezzi un'interpretazione assolutamente personale, in linea col suo stile, definito da alcuni critici “unico ed irripetibile”. In alcuni brani si sofferma ad elaborarne la struttura e la melodia in modo complesso e prolungato, come in Caravan o in Satin Doll, in altri ne presenta una versione breve, quasi simbolica, come in Take The A Train e in C-Jam Blues, che con una esecuzione di meno di due minuti chiude l'opera.

## Tracce
Tutti i brani sono composti da Duke Ellington, eccetto dove indicato

### CD
1. Caravan – 7:53 (Juan Tizol, Duke Ellington)
2. Lush Life – 3:50 (Billy Strayhorn)
3. Take the A Train – 2:50 (Billy Strayhorn)
4. African Flower – 4:30
5. In a Sentimental Mood – 5:54
6. Hidden Joy – 7:56
7. One Night in the Hotel – 5:53
8. Satin Doll – 7:06 (Billy Strayhorn, Duke Ellington)
9. C-Jam Blues – 1:53

## Formazione
- Michel Petrucciani - piano solo

Note aggiuntive
- Gilles Avinzac e Michel Petrucciani - produttori
- Eric Kressmann - produttore esecutivo
- Registrazioni effettuate al Power Station di New York City, New York (Stati Uniti)
- Roger Roche - ingegnere del suono
- Chris Albert - assistente ingegnere del suono
- Mixaggio di Roger Roche e Michel Petrucciani
- Mastering effettuato al Sterling Sound di New York City
- Jose Rodriguez - ingegnere mastering
- Cynthia Cochrane e Felix Cromey - art direction copertina CD
- William Richards - foto copertina CD
- Ken Nahoum - foto a Michel Petrucciani copertina CD[2]